# Castillon, Canton de Lembeye
Castillon (Canton de Lembeye) är en kommun i departementet Pyrénées-Atlantiques i regionen Nouvelle-Aquitaine i sydvästra Frankrike. Kommunen ligger i kantonen Lembeye som tillhör arrondissementet Pau. År 2022 hade Castillon (Canton de Lembeye) 78 invånare.

## Befolkningsutveckling
Antalet invånare i kommunen Castillon (Canton de Lembeye)
| Referens: INSEE |